# Renée Keuller
Renée Keuller, née à Schaerbeek en 1899 et morte à Anvers en 1981, est une artiste peintre belge, la fille et l'élève du peintre Vital Keuller. 
Elle passa sa jeunesse à Ostende. Durant la Première Guerre mondiale, elle se réfugia avec ses parents en Grande-Bretagne.
Son œuvre est composée de nus, de paysages, de natures mortes, de portraits (notamment le Roi Baudouin, la Reine Fabiola et la Reine Astrid), de sujets de fantaisie et de scènes de genre.

## Œuvres
De nombreuses œuvres de Renée Keuller sont conservées au Mu.ZEE, le Kunstmuseum aan Zee d'Ostende.